# Notophthalmus viridescens
Notophthalmus viridescens é uma espécie de anfíbio caudado pertencente à família Salamandridae. Pode ser encontrada nos Estados Unidos da América e no Canadá.
Esta espécie tem quatro subespécies:
- N. v. viridescens é a subespécie mais disseminada. Tem uma fila de manchas vermelho-alaranjadas ao longo de cada lado do corpo.
- N. v. louisianensis pode ser encontrada ao longo das pontas este e oeste da distribuição geográfica da espécie. Não apresenta as manchas vermelho-alaranjadas
- N. v. piaropicola habita a região noroeste da Flórida. É preta no dorso e não tem pintas vermelhas. Os adultos são neoténicos e raramente abandonam a água.
- N. v. dorsalis pode ser encontrada na Carolina do Norte e do Sul. Tem marcas vermelho-alaranjadas que se assemelham mais a riscas do que a pintas.